# Nederlandse Spoorwegen
A Nederlandse Spoorwegen rövidítése az NS. Magyarul Holland Vasutak. Európa legzsúfoltabb, legforgalmasabb vasúthálózata.

## Története

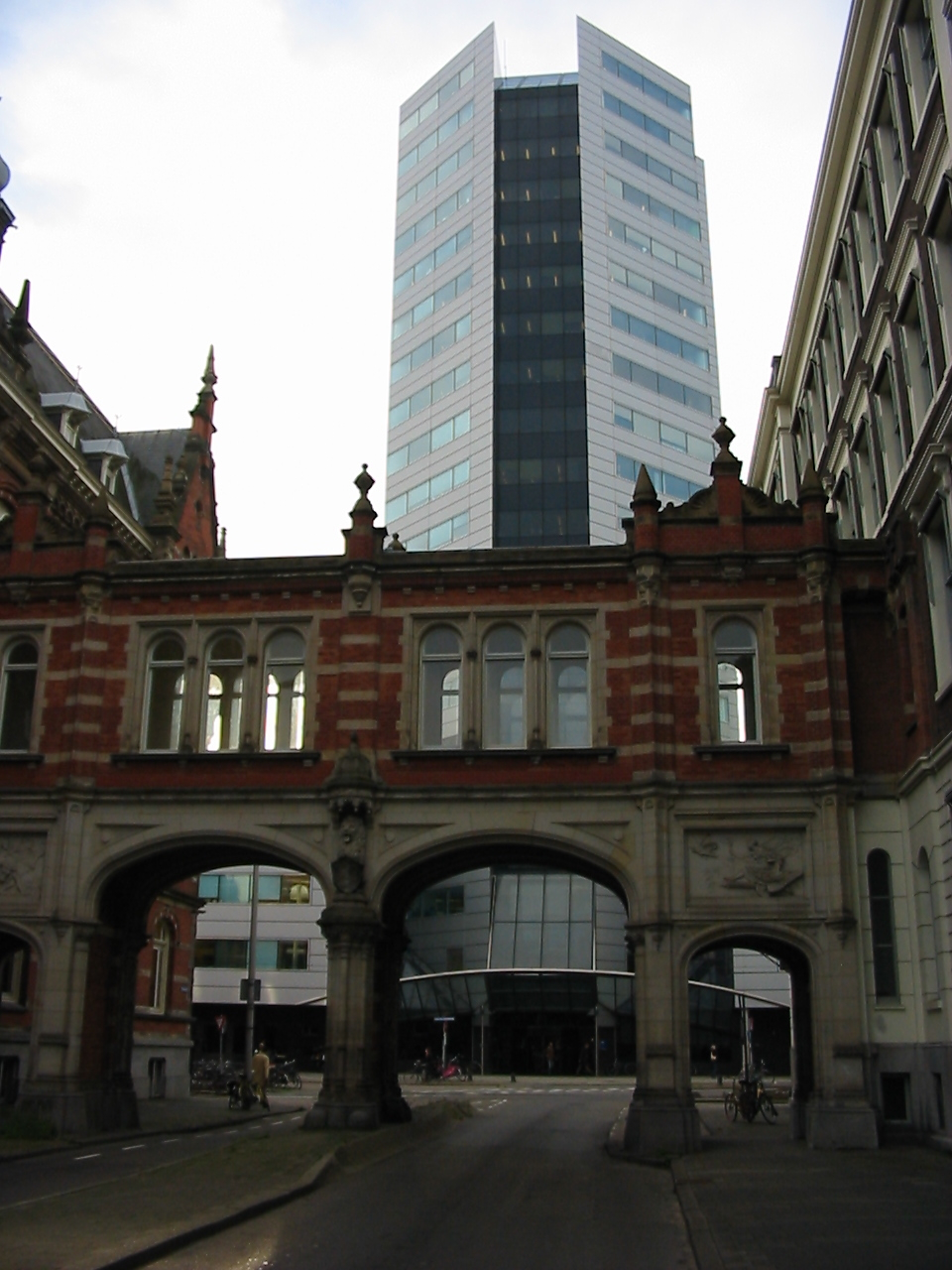
A régi (a kép előterében) és az új (a háttérben) NS székház.

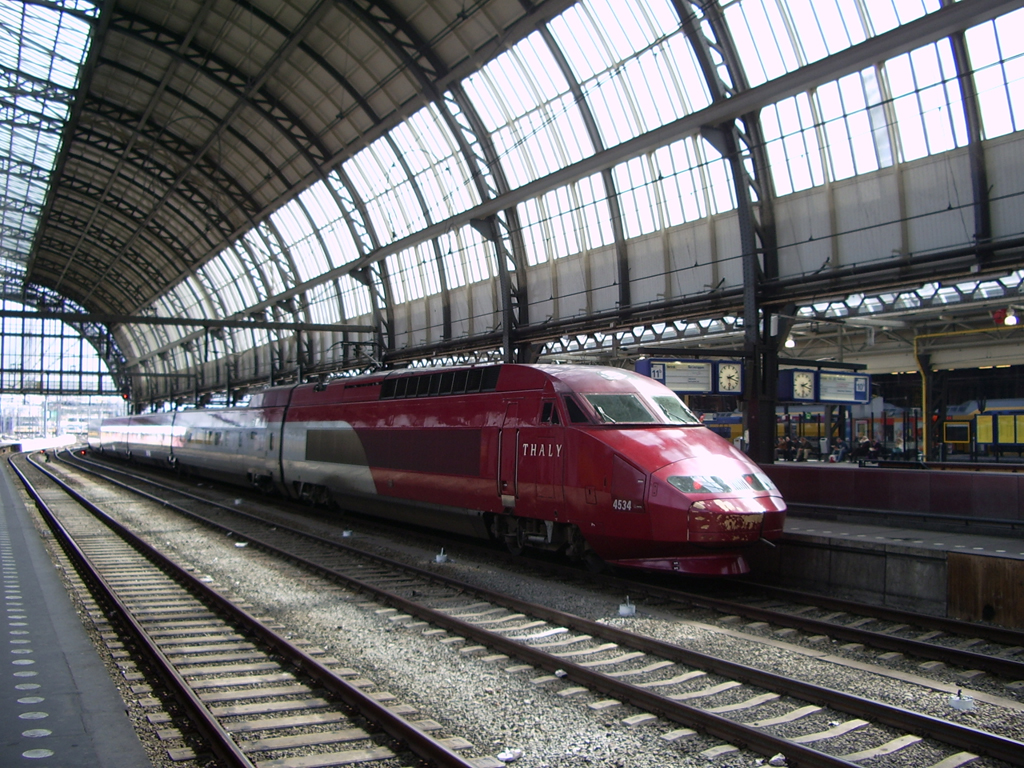
Thalys PBKA Amszterdam főpályaudvarán.

## Hálózat
2006-ban a hálózat hossza  2776 km, normál nyomtávú, ebből 2028 km villamosított 1500 volt egyenárammal.

## Vonatnemek
Hollandiában belföldi forgalomban csak 2 vonatnem van: Az InterCity és a Személyvonat. A vonatok Ütemes menetrend szerint közlekednek.

## Az NS leányvállalatai
- NS Reizigers (NSR)
- NS Stations
- NedTrain
- NS Vastgoed
- NS Commercie
- NS Hispeed
- Nedkoleje
- NedRailways

## Napjainkban
Három évig tartó tervezés után, 2007-ben az NS útjára bocsátotta a teljesen új menetrendjét, amely felváltja a jelenlegit, az 1970-ben az InterCity közlekedés bevezetése óta érvényeset. Az új menetrendet úgy tervezték, hogy segítse az NS-t a gyorsan növekvő utasforgalom lebonyolításában. Növelni kívánják a vonatok menetrendszerűségét, a jelenlegi 86%-ról 88%-ra 2007. évben. Három fő cél elérését tűzték ki, a keresztirányú csatlakozások, a hatékonyság és a pontosság javítását.
A legnagyobb változás, hogy megszüntetik a sebesvonatok közlekedését, és beolvasztják az intercity hálózatba. Ez azt jelenti, hogy számos intercity vonat most lassúbb, azonban így az intercity, a regionális és a tehervonatok sebesség különbsége csökken, amely számos vonalon jelentős kapacitásnövekedést eredményez, lehetővé téve a személyvonatok gyakoriság növelését, valamint a tehervonatok számára több lehetőséget közlekedtetésükre.
A 15 perces intercity vonatgyakoriságot biztosítanak Ransdstad agglomeráció vonalain, míg a többi helyen félóránkénti vonatközlekedést. Az ország északi és keleti részéből az intercity vonatok nem érintik Amsterdam Centraal-t, hanem Amersfoort és Amsterdam Zuid állomásokat.
A Belgium és Németország felé a jobb összeköttetés céljából, számos vonat indulási idejét módosították.
Az új menetrend, a hálózat számos részén feloldotta a szűk keresztmetszeteket, de ahol nem, ott a feszültség még nagyobb. Az infrastruktúra igazgatóság ezek feloldását megkezdte. A repülőtérre vezető alagútban új biztosító berendezéseket szerelnek fel, ami két perces követést tesz lehetővé, és ez alapvetően megnöveli a HSL-Zuid nagysebességű vonalról érkező vonatok akadálytalan közlekedését. Másik rövid-távú probléma, hogy késik az Amszterdam–Utrecht-vasútvonal további két vágányának üzembe helyezése, ezért ott áprilisig ideiglenes menetrend szerint közlekednek a vonatok.
Az új ambiciózus menetrend bevezetése, valamint új állomások átadása segítette fenntartani a vasút egészséges pénzügyi teljesítményét a 2008-as évben, habár a nettó nyeresége 281 millió euróról 56 millióra csökkent. Az NS Holding teljes bevétele elérte a 4,25 milliárd eurót, ez 13 milliós növekedést jelent. Az utazások száma 4,1 százalékkal nőtt, 16,2 milliárdra, bár a vonatok pontossága  0,3 százalékkal 86,7 százalékra csökkent, ez Hollandiában bevétel kiesést okoz a vasúttársaságnak.
Az NS figyelmeztetett arra, hogy valószínűtlen, hogy 2009-ben megismételje a 2008. évi eredményeit, tekintettel a világgazdasági válságra, ami miatt lassulni fog az utasszám növekedés, így kénytelen lesz a költségeit csökkenteni, és a főtevékenységhez nem közvetlenül kapcsolódó üzletágakat esetleg eladni.

## Statisztika
- szállítási teljesítménye 14,73 milliárd utaskilométer/év (2005). A holland vasúttársaságnak 2700 vasúti kocsija van összesen 240 ezer üléssel, s egy átlagos munkanapon egymillióan utaznak velük.